# Robecco Pavese
Robecco Pavese (lombardul: Rubech) település Olaszországban, Lombardia régióban, Pavia megyében. Lakosainak száma 520 fő (2023. január 1.). Robecco Pavese Bressana Bottarone, Casatisma, Casteggio, Corvino San Quirico, Pinarolo Po, Santa Giuletta és Torricella Verzate községekkel határos.

## Népesség
A település lakossága az elmúlt években az alábbi módon változott:
| Lakosok száma | 558  | 539  | 520  |
|               | 2017 | 2018 | 2023 |